# Morecambe FC
Morecambe FC is een Engelse betaaldvoetbalclub uit Morecambe, Lancashire. De club werd opgericht op 7 mei 1920.
Reeds 3 keer werd de 3de ronde van de FA Cup gehaald. In 1961/62 verloor Morecambe van Weymouth FC met 1-0. In 2000/01 met 0-3 van eersteklasser Ipswich Town in en 2 jaar later opnieuw tegen Ipswich met 4-0. League clubs die verslagen werden zijn Chester City in 1961/62, Cambridge United in 2000/01 en Chesterfield FC in 2002/03.
In 2006 maakte de club kans op promotie naar de Football League maar verloor in de eindronde van Hereford United. In 2007 was het wel raak, nadat in de halve finale van de eindronde York City werd uitgeschakeld won het in de finale van Exeter City voor 40.000 toeschouwers.
In 2010 verhuisde Morecambe van het verouderde Christie Park naar het nieuwe stadion, Globe Arena.

## Erelijst
- FA Trophy
  - 1974
- Lancashire Combination
  - 1925, 1962, 1963, 1967, 1968
- Lancashire Trophy
  - 1926, 1927, 1962, 1963, 1969, 1986, 1987, 1994, 1996, 1999
- Lancashire Senior Cup